# Bjerrumdiagram
 Denne artikel bør gennemlæses af en person med fagkendskab for at sikre den faglige korrekthed.

Et bjerrumdiagram er et diagram der benyttes til undersøge forholdet mellem syre og base i en opløsning. Hvis man vil bestemme ækvivalenspunkter ud fra målte pH-værdier, benytter man oftest titrerkurver. Da begge typer diagrammer beskriver ændringen i pH-balancen på den ene akse, er der direkte proportionalitet imellem dem.
Bjerrumdiagrammet er opkaldt efter den danske kemiker Niels Bjerrum (1879-1958), der udviklede diagrammet.
Når man vil tegne et bjerrumdiagram benyttes en modificeret form af bufferligningen. For at kunne beskrive forholdet mellem indføres her to brøker, syrebrøken og basebrøken:
{\displaystyle y_{S}={\frac {[S]}{[S]+[B]}}} og {\displaystyle y_{B}={\frac {[B]}{[S]+[B]}}}
Desuden følger reglen om at syrebrøken lagt sammen med basebrøken er lig med en:
{\displaystyle y_{S}+y_{B}=1}
Nu skal sammenhængen udledes mellem syrebrøken og pH-værdien. 
Af definition lyder det at:
{\displaystyle {\frac {y_{B}}{y_{S}}}={\frac {[B]}{[S]}}}
Heri indsættes: {\displaystyle y_{B}=1-y_{S}}
Dette indsættes nu i definitionen fra tidligere: 
{\displaystyle {\frac {1-y_{S}}{y_{S}}}={\frac {[B]}{[S]}}}
Dette indsættes herefter i bufferligningen, hvorved sammenhængen mellem syrebrøk findes (mængden af syre i syre-/base-balancen), og pH-værdien for opløsningen:
{\displaystyle pH=pK_{s}+log\left({\frac {1-y_{S}}{y_{S}}}\right)}